# Konrad Bercovici
Pour les articles homonymes, voir Bercovici.
Konrad Bercovici (né en 1882 et mort en 1961) est un écrivain américain d'origine roumaine.

## Biographie
Né en Roumanie, dans une famille juive non-pratiquante, en 1882, Konrad Bercovici vit son enfance essentiellement à Galați. Sa famille est polyglotte et les enfants apprenent le grec, le roumain, le français et l'allemand. Il joue librement avec des Grecs, des Roumains, des Russes, des Juifs, des Turcs et des Roms de Dobroudja et du delta du Danube. Selon son autobiographie, par l'intermédiaire de sa nourrice rom et de sa famille et celui des clients de son père maquignon, Bercovici a beaucoup de contacts avec les Roms locaux. La famille reste en Roumanie jusqu'à la mort de son père des suites de blessures subies pendant les violences antisémites de Galaţi. Konrad Bercovici a onze ans.
Après la mort de son père, la plupart de la famille émigre à Paris. Konrad y travaille pour les préparatifs de l'Exposition universelle de 1900, et son éducation est fortement influencée par les débats publics autour de l'Affaire Dreyfus. Bercovici étudie à l'Université Populaire pour devenir organiste. À Paris, il rencontre sa femme, la sculptrice Naomi Librescu. Ensemble, ils émigrent en Amérique du Nord. Après quelque temps à Montréal, la famille s'installe dans le Lower East Side à Manhattan. Pour joindre les deux bouts, Bercovici travaille dans des ateliers, donne des leçons de piano et joue de l'orgue dans des nickelodeons. Il commence sa carrière d'écrivain en tant que journaliste pour un titre yiddish de Montréal, puis il attire l'attention avec son premier livre en langue anglaise, Crimes of Charity [Crimes de charité], qui dévoile des pratiques controversées au sein des institutions caritatives de New York.
Bercovici continue d'écrire des articles en tant que journaliste toute sa carrière, mais se fait surtout connaître pour ses nouvelles sur le peuple rom, avec des histoires comme Ghitza ou The Bear Tamer's Daughter [La fille du montreur d'ours]. Une fois sa carrière lancée, Bercovici fréquente l'hôtel Algonquin. À cette époque, lui et sa femme Naomi se lient avec Paul Robeson et sa femme Essie. Il fréquentait également les cafés de Romany Marie.
Ses succès éditoriaux lui permettent de voyager et ainsi de produire des récits sur les communautés ethniques qui immigrent aux États-Unis. Dans son livre Around the world in New York [Autour du monde à New York] il consacre un chapitre, intitulé Spain [Espagne], au quartier espagnol de la ville, appelé Little Spain. Très souvent, Bercovici voyage en Europe et fréquente des cercles avec des écrivains de la Génération perdue, comme F. Scott Fitzgerald ou Ernest Hemingway.
Il écrit également des récits de voyages, des biographies et des œuvres de fiction. Il écrit également des articles pour Harper's Magazine.
Les histoires de Bercovici suscitent l'intérêt d'Hollywood, où il est scénariste plusieurs années. Là, il se lie d'amitié avec Charlie Chaplin, Mary Pickford, et Douglas Fairbanks.
Le romancier américain Theodore Dreiser avait certains de ses livres dans sa bibliothèque.

## Œuvres
- Crimes of Charity [Crimes de charité] (1917)
- Dust of New York [Poussière de New York] (1919)
- Ghitza and Other Romances of Gypsy (1921), Ghitza et autres romances du sang tzigane, traduction de Robin Plancque, 2018
- Gypsy Blood [Sang tzigane](1922)
- Murdo [Murdo] (1923)
- Love and the Gypsy [L'Amour et les Tziganes] (1923)
- Around The World In New York (1924) L'Amérique inconnue, traduction d'Yvon Lapaquellerie, 1933
- Iliana: Stories of a Wandering Race [Iliana: histoires d'une race errante] (1924)
- Costa's Daughter [La fille de Costa] (1924)
- Between Earth and Sky [Entre la terre et le ciel] (1925)
- Best Short Stories of the World [Les meilleures nouvelles du monde] (1925)
- The Marriage Guest [L'invité au mariage](1925)
- On New Shores (1925) L'Amérique inconnue, traduction d'Yvon Lapaquellerie, 1933
- Singing Winds: Stories of Gipsy Life [Vents chantants : histoires de la vie tzigane] (1926)
- The Volga Boatman (1926) Le Batelier de la Volga, adaptation de Jacques Fillier, 1927
- Alexander: A Romantic Biography (1928) La Vie d'Alexandre le Grand, traduction d'Yvon Lapaquellerie, 1931
- The Story of the Gypsies [L'histoire des Tziganes] (1928)
- Nights Abroad [Nuits à l'étranger] (1928)
- Peasants [Paysans] (1928)
- There's Money in Poetry [Il y a de l'argent dans la poésie] (1928)
- Between Earth And Sky [Entre la terre et le ciel] (1929)
- The Crusades [Les croisades] (1929)
- The Power of Women [Le pouvoir des femmes] (1929)
- Steel Against Steel [Acier contre acier] (1929)
- Stormy Hearts [Cœurs tempêtueux](1929)
- Wine, Women and Song [Du vin, des femmes et des chansons] (1929)
- Blood and Lava [Le sang et la lave] (1930)
- Land, an Old Man and His Wife [La terre, un vieil homme et sa femme] (1930)
- For Love of Zaska and Other Stories [Pour l'amour de Zaska et autres nouvelles] (1930)
- When Faith in Love Returns [Lorsque la foi en l'amour revient] (1930)
- For a Song [Pour une chanson](1931)
- Manhattan Side-Show [Un à-côté à Manhattan] (1931)
- That Royal Lover [Cette maîtresse du roi] (1931)
- Against the Sky [Contre le ciel] (1932)
- The Incredible Balkans [Les incroyables Balkans] (1932)
- Main Entrance [Entrée principale] (1932)
- A Romany Chai [Un thé rom] (1933) London
- It's the Gypsy in Me [C'est le Tzigane en moi] (1941)
- The Exodus [L'exode] (1947)
- Savage Prodigal [Un prodigue sauvage] (1948)
- Gypsies, Their Life, Lore and Legends (1983)

## Procès contre Charlie Chaplin
Le célèbre film de Charlie Chaplin Le Dictateur (1940) est l'objet d'un procès en plagiat en 1947 contre Chaplin. Le procès fait l'objet d'un règlement amiable et Chaplin paie à Konrad Bercovici 95 000 dollars. Dans son autobiographie il insiste sur le fait qu'il écrit seul le scénario. Il choisit un règlement à l'amiable cependant à cause de la défiance de l'opinion publique à son égard à l'époque et de l'incertitude qui en résulte.
Konrad Bercovici est représenté par le célèbre avocat Louis Nizer. Dans son livre, My Life in Court (Procès à New York, traduction de M. Garapin, 1967), Nizer commente l'affaire de la sorte, y voyant une illustration de sa méthode de prédiction du comportement humain, qu'il appelle la « loi des probabilités » : « Nous affirmions que Chaplin s'était mis en rapport avec Bercovici afin d'adapter une de ses nouvelles tziganes au cinéma et qu'au cours de ces négociations amicales, Bercovici avait donné une esquisse de l'histoire du Dictateur sur un barbier qui rassemblait à Hitler et fut confondu avec lui. Chaplin niait avoir négocié la nouvelle tzigane et niait tout le reste aussi... Un jour, suite à mes questions répétées, Bercovici se souvint soudain qu'il avait rencontré Chaplin dans un cinéma à Hollywood et que Chaplin lui avait montré un baryton russe dans le public, qu'il pensait pouvoir jouer le rôle principal dans l'adaptation de la nouvelle tzigane. Bercovici pensait qu'ils avaient discuté avec le chanteur ce soir-là et qu'il pourrait avoir été un témoin. » Nizer rechercha Kushnevitz, le baryton russe et le retrouva : « Le souvenir de l'événement était vif chez lui, car, comme il l'a dit, c'était un moment fort de sa vie : la possibilité d'un rôle dans un film de Chaplin. Chaplin l'avait fait descendre des baignoires et lui avait donné son numéro de téléphone privé. Il sortit un petit carnet noir de sa poche intérieure et il avait toujours le numéro, écrit dedans. C'était le témoin parfait au regard des dénégations de Chaplin sur son intérêt pour la nouvelle tzigane. »